# Особняк Новокрещеновой
Особняк Екатерины Фёдоровны Новокрещеновой — памятник архитектуры в Самаре, Россия. Построен в 1909 году по проекту архитектора М. Ф. Квятковского. Здание расположено на улице Фрунзе, дом 144. Объект культурного наследия регионального значения.

## История
Здание строилось как часть большой городской усадьбы. В 1918 году в особняке вначале разместилась коллегия по формированию Красной армии, а в октябре того же года, после перехода города от белочехов вновь к Советской власти, там находилось управление коменданта города, командира 1-го интернационального полка 24-й Железной дивизии Славояра Частека. После окончания Гражданской войны особняк приспособили под квартиры. В числе прочих в доме проживал композитор Г. Ф. Пономаренко, автор музыки известной песни «Оренбургский пуховый платок». До недавнего времени в здании размещался Департамент развития туризма Самарской области. Сейчас его занимает Самарский филиал Санкт-Петербургского гуманитарного университета профсоюзов.

## Архитектурные особенности
Особняк построен в стиле модерн. В декоре здания выделяются цветочные мотивы, оно «оплетено» орхидеями, это роднит его со зданием гостиницы «Бристоль-Жигули», реконструированным тем же архитектором. Фасад здания асимметричен, выделяется крупный эркер справа с окнами сложной формы. Здание, как правило, закрыто деревьями, хорошо доступно для обзора лишь зимой.